# Buceava-Șoimuș
Buceava-Șoimuș – wieś w Rumunii, w okręgu Arad, w gminie Brazii. W 2011 roku liczyła 169 mieszkańców. 